# Äliia Moladaqūlova
Äliia Nūrmūhamedqyzy Moladaqūlova (in russo Алия Нурмухамбетовна Молдагулова?, in kazako Әлия Нұрмұхамедқызы Молдағұлова?; Bulak, 25 ottobre 1925 – Novosokol'niki, 14 gennaio 1944) è stata una militare sovietica, cecchino dell'Armata Rossa durante la seconda guerra mondiale, uccise oltre 30 soldati nazisti.
Dopo essere morta per le ferite riportate in battaglia il 14 gennaio 1944, fu insignita postuma del titolo di Eroe dell'Unione Sovietica.

## Biografia
Nacque il 25 ottobre 1925 nel villaggio di Bulak. Dopo la morte della madre, avvenuta all'età di otto anni, il padre, Nurmukhamet Sarkulov, la mandò dallo zio materno Aubakir Moladaqūlov ad Alma-Ata. È possibile che il padre fosse perseguitato dalle autorità sovietiche in quanto discendente di nobili. Secondo lo storico Galymzhan Bayderbes, fu durante la carestia degli anni '30 nella RSS Kazaka che Marzhan (madre di Äliia) fu uccisa da un guardiano mentre raccoglieva delle patate in un campo nel 1933 e anche il fratellino, Bagdat, morì a circa due anni; il padre di Moladaqūlova si era dato alla fuga, perseguitato perché discendente di bey, dopo aver seppellito frettolosamente la moglie lungo il corso inferiore del fiume Kuraili, dove all'epoca viveva la famiglia.
In realtà, Äliia Moladaqūlova avrebbe dovuto portare il cognome di Sarkulov. Dopo la morte della madre, lo zio Abubakar Moladaqūlov la portò via. Per poco tempo studiò nella città di Aulie-Ata, ma dall'età di otto anni visse ad Alma-Ata, già nell'infanzia si distinse per il suo carattere deciso e risoluto.
Nel 1935 lo zio fu ammesso all'Accademia militare dei trasporti. L'intera famiglia Moladaqūlov si trasferì quindi a Mosca compresa Äliia. Qualche anno dopo, nell'autunno del 1939, si trasferirono a Leningrado e lo zio fece in modo che la quattordicenne Moladaqūlova studiasse in collegio. In seguito, dopo essere tornato in Kazakistan, divenne uno dei massimi dirigenti delle ferrovie kazake.
Il figlio di Abubakir Moladaqūlov, Sapar Moladaqūlov, raccontò:

## Durante la guerra
Subito dopo l'invasione tedesca dell'Unione Sovietica, gli uffici di registrazione e arruolamento militare delle repubbliche dell'Asia centrale e del Kazakistan ricevettero un'ondata di domande di arruolamento da parte dei volontari, sia donne che uomini. In Kazakistan, le donne che fecero domanda per essere inviate al fronte rappresentarono il 40% dei volontari. Molte migliaia di donne e ragazze decisero di acquisire la specializzazione di infermiere: in base a questa richiesta, nei primi due mesi di guerra furono avviati 206 corsi di infermieristica e organizzati 248 gruppi sanitari. Circa 200 mila donne e ragazze furono impegnate in queste iniziative.
Durante la guerra, le donne sovietiche parteciparono massicciamente e attivamente alla difesa armata, molte di loro sono le indimenticabili donne-eroine dell'Asia centrale e del Kazakistan, immortalate nella letteratura storica e nella narrativa. Più di 1.200.000 soldati kazaki furono arruolati nelle file dell'esercito sovietico, suddivisi in più di 20 divisioni di fucilieri e altre formazioni. In totale, sui fronti di guerra, morirono 601.939 persone, pari al 12% della popolazione complessiva dell'allora popolo kazako.
Nel giugno 1941, con lo scoppio della seconda guerra mondiale, la famiglia dello zio di Moladaqūlova fu evacuata. La giovane Moladaqūlova scelse di rimanere a Leningrado. Allo scoppio della guerra, Abubakir Moladaqūlov inviò due telegrammi a Leningrado: uno alla famiglia, da evacuare con urgenza, mentre il secondo per un amico di famiglia, un certo Aleksey, con la richiesta di aiutare la sua famiglia a partire per il Kazakistan e in nessun caso a lasciare Moladaqūlova. Al contrario, Moladaqūlova non accettò di tornare in Kazakistan, nonostante i tentativi di persuasione dei familiari, rimase spiegando che avrebbe difeso la Madrepatria fino alla fine.
L'8 settembre 1941 Leningrado fu sotto assedio. Nelle memorie dell'ex capo dell'orfanotrofio:
Dalle memorie del cadetto della scuola per cecchini E. F. Loginova:"Studiava bene. Era molto sincera e attenta".
Nel marzo 1942, Moladaqūlova lasciò Leningrado diretta verso il villaggio di Vyatskoye. Il 1º ottobre 1942, dopo essersi diplomata alla scuola secondaria di Vyatka, entrò nella scuola tecnica di aviazione di Rybinsk. Voleva diventare pilota, ma fu inserita in un gruppo di formazione specializzato nella "lavorazione dei metalli freddi". Tre mesi dopo, Moladaqūlova fece domanda per essere inviata al fronte con l'Armata Rossa. Il 21 dicembre 1942 fu espulsa dalla scuola tecnica a causa della partenza per il fronte.
Il 20 marzo 1942, per ordine del Commissariato del Popolo per la Difesa dell'Unione Sovietica, fu creata una scuola per istruttori di cecchini sotto la Direzione principale di Vsevobuch. Il 27 novembre dello stesso anno si riorganizzò nella Scuola centrale di addestramento per cecchini femminili. Moladaqūlova fu inclusa nel primo gruppo di iscritti della scuola, che si trovava nel villaggio di Veshnyaki, vicino a Mosca dove ora si trova l'Università Umanitaria di Mosca: le lezioni si tenevano nell'edificio e la caserma dove vivevano i cadetti era situata nell'ex tenuta dei Šeremetev a Kuskovo.
(N. A. Matveeva)
Alla scuola per cecchini, Moladaqūlova ricevette un fucile personalizzato con la scritta "Dal Comitato Centrale del Komsomol per l'eccellente tiro".
Il 23 febbraio 1943, il gruppo di cadetti di Moladaqūlova prestò giuramento militare. Nel luglio 1943, lei e il resto del gruppo furono successivamente assegnati alla 54ª brigata di fucilieri della 22ª Armata. Secondo i ricordi di uno dei suoi compagni, Y. K. Prokopenkova:"Nell'agosto 1943 arrivò nella nostra brigata il cecchino Äliia Moladaqūlova. Una ragazza fragile e graziosa proveniente dal Kazakistan. Aveva solo 18 anni, ma a ottobre aveva già ucciso 32 fascisti per suo conto". Secondo le memorie di N. A. Matveeva:"Dovette versare molte lacrime prima di arrivare al fronte. Il motivo era ancora una volta la sua età e la sua altezza. Io e Leah eravamo assegnate a un plotone del 4º battaglione. Noi cecchini andavamo in missione a coppie, avevamo posizioni preparate in anticipo. Restavamo lì finché non prendevano i Fritz al volo. Allora i proiettili e le mine nemiche ci cadevano addosso! Leah in questi momenti dimostrò un'eccezionale forza. Non solo sconfiggeva i fascisti, ma trasportava anche i compagni feriti dal campo di battaglia e prestava loro il primo soccorso."
Il 3 dicembre 1943 scrisse ai suoi parenti:

## Morte
Il comandante del quarto battaglione era il maggiore Moiseev, l'istruttore politico G. V. Varshavsky, che ricorda le ultime battaglie di Äliia Moladaqūlova:
Durante uno degli attacchi, Äliia Moladaqūlova, ferita al braccio da un frammento di mina, partecipò comunque al combattimento corpo a corpo, iniziato in una trincea tedesca. Durante la battaglia, Moladaqūlova fu nuovamente ferita da un ufficiale tedesco. Riuscì a ucciderlo, ma la ferita le fu fatale. Il giorno prima dell'operazione, Moladaqūlova riuscì a scrivere una lettera alla sorella Sapura. Fu sepolta, come si disse allora, nel villaggio di Monakovo, nel distretto di Novosokolnichesky.
Nella battaglia di Pskov Alia contribuì al successo dell'offensiva del battaglione. All'età di 18 anni, Äliia Moladaqūlova morì in un combattimento corpo a corpo il 14 gennaio 1944, vicino al villaggio di Kazachikha, nel distretto di Novosokolniki. Il 4 giugno 1944 le fu conferito postumo il titolo di Eroe dell'Unione Sovietica e l'Ordine di Lenin.

### Rapporti militari sulla battaglia di Pskov
Secondo i rapporti militari, l'ultima battaglia in cui Äliia Moladaqūlova è stata impegnata è descritta come segue:
Secondo i ricordi degli amici di Moladaqūlova al fronte, le gelate invernali raggiungevano i -47°C e tutti stavano in trincea. Moladaqūlova non si lasciò sfuggire l'occasione e portò tutti al villaggio di Kazachikha, vicino alla città di Novosokolniki dove i soldati sovietici fronteggiavano i nazisti già in combattimenti corpo a corpo. All'improvviso, un ufficiale tedesco apparve da dietro l'angolo e sparò a Moladaqūlova. Cadendo, lei riuscì a rispondere al fuoco. Questa è la trama ufficiale dell'epoca sovietica. Moladaqūlova morì per una ferita d'arma da fuoco quello stesso giorno, dopo aver scritto una lettera alla sorella e fu sepolta in una fossa comune a Monakovo, Pskov. Il 4 giugno 1944 le fu conferito postumo il titolo di Eroe dell'Unione Sovietica.
Le stime sul numero finale di cecchini della Moldagulova variano; secondo le cifre ufficiali uccise 78 fascisti, gli operatori museali kazaki sono più propensi alla versione secondo cui sarebbero più di cento; Henry Sakaida le attribuisce 91 uccisioni, mentre Andrey Simonov e Svetlana Chudinova, il suo foglio di candidatura al titolo di Eroe dell'Unione Sovietica e altre stime indicano un numero intorno a 30.

## Dopo la morte

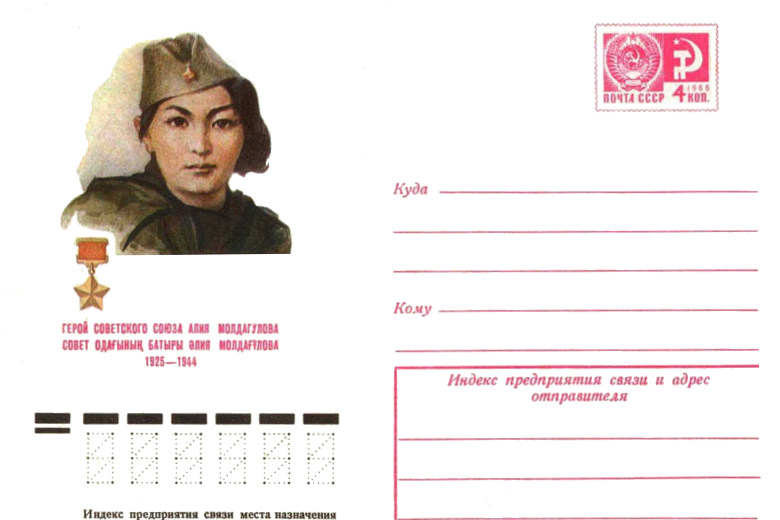
Busta da lettera sovietica del 1975.

Il comando dell'unità in cui Moladaqūlova prestava servizio ha scritto al Comitato centrale del Partito comunista del Kazakistan:"A voi, cari compagni, a nome del comando dell'unità, grazie per i patrioti ardenti come Äliia Moladaqūlova. Il suo nome è immortale e appartiene al grande popolo dell'Unione dei Soviet. Vorremmo chiedervi un favore: raccontate al popolo kazako le sue imprese e la sua devozione disinteressata per la nostra Madrepatria."
Il comandante, tenente colonnello Andrei Efimov, scrisse una lettera alla scuola per cecchini, in cui Moladaqūlova si era diplomata a pieni voti. Questo documento è conservato nel museo di Aktobe. Il testo della lettera fu pubblicato sul giornale "Gioventù Lenin" il 9 maggio 1969, nº 91.

## Memoria

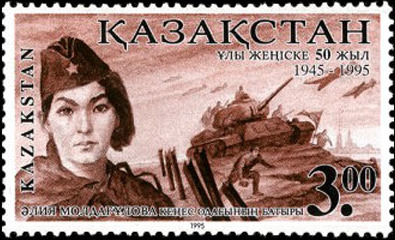
Francobollo del Kazakistan emesso nel 1995.

- Il popolo sovietico onora sacralmente la memoria di Äliia Moladaqūlova: ad Aktyubinsk c'è una strada che porta il suo nome, nel centro della città c'è un monumento alla fedele figlia del popolo kazako. Una delle scuole di Leningrado porta il suo nome.[4]
- Il 9 maggio 1995, nell'ambito del 50º anniversario della fine della guerra, il Kazakistan ha emesso un francobollo dedicato ad Äliia Moldagulova.[16]
- Nel 1997 è stato eretto un monumento a suo nome nella piazza Astana di Almaty.[17]
- Alcune strade di San Pietroburgo, Mosca e altre città portano il suo nome.

### Ricerca del 2013
Nel 2013, degli storici locali di Pskov dichiararono che la tomba ritenuta il luogo di sepoltura era vuota e, sempre secondo la loro versione, i resti di Moladaqūlova riposano in una fossa comune nei boschi di Pskov. Nel marzo 2013, aprendo la tomba è stato confermato che i resti non erano all'interno. Furono formate delle squadre di ricerca per effettuare degli scavi nel distretto di Novosokolnichesky, a trecento metri dal villaggio di Pichevka, dove sarebbe stata sepolta nel gennaio 1944. Durante questi lavori sono stati ritrovati e riseppelliti circa 173 resti di soldati sovietici, tra cui i resti di tre donne. I resti di una di esse sono stati consegnati al cugino di Äliia Moladaqūlova per l'esame genetico e, secondo le dichiarazioni dei genetisti kazaki, i resti trovati nella regione di Pskov non appartengono ad Äliia Moladaqūlova.